# Closed Nightmare
Closed Nightmare (クローズド・ナイトメア) est un jeu vidéo d'horreur japonais développé et publié par Nippon Ichi Software pour PlayStation 4 et Nintendo Switch. Il est sorti au Japon le 19 juillet 2018. Il a été publié avec des sous-titres chinois par Sega pour la région Asie-Pacifique le 19 juillet 2018.

## Histoire
Le joueur prend le rôle de Maria Kamishiro, qui se réveille dans un lieu inconnu sans ses souvenirs et avec son bras gauche paralysé. Un personnage mystérieux nommé Chizuru l'oblige à se lancer dans une étrange expérience pour s'échapper.
Tout en essayant de trouver une issue, Maria rencontre Eito Ginjo et Jun Yagi, deux survivants qui sont également capturés et enfermés au même endroit. Ils sont traqués par des gens masqués hostiles dans l'obscurité.
Le système de jeu se compose de quatre parties: Film, Texte, Exploration et Gadget. Les portions de film consistent en des cinématiques à la première personne en direct. Les portions de texte obligent les utilisateurs à sélectionner des options susceptibles de modifier la progression de l'histoire. L'exploration implique que le joueur examine son environnement. Le joueur appliquera ensuite ce qu'il a appris au cours de l'exploration à la portion de gadget pour résoudre divers défis.

## Développement
Le jeu a été initialement révélé sous le nom de "Projet Nightmare" en janvier 2018. En avril 2018, Nippon Ichi Software a révélé le titre final du jeu et a publié une bande-annonce présentant des images en direct du jeu.

## Promotion
Pour promouvoir le jeu, NIS a publié un jeu pour smartphone Closed Nightmare appelé 360° Escape Game qui est disponible pour iOS et Android. Une campagne a été présentée pour toute personne pouvant terminer le jeu en 15 secondes ou moins, les joueurs puissent alors entrer leur nom dans un tirage au sort pour obtenir une copie gratuite du jeu. La campagne s'est terminée le 15 juillet 2018.